# Th!nk City
La Th!nk City è un'automobile elettrica prodotta dalla norvegese Th!nk Global, assieme alla Valmet Automotive. È una piccola 2+2 prodotta a partire dalla fine del 2007 e venduta in numerosi mercati europei e statunitensi. All'inizio del 2011 era una delle cinque vetture elettriche ad aver superato i crash-test e ad essere prodotte in massa, assieme alle Tesla Roadster, Mitsubishi i-MiEV, Nissan Leaf e Smart ED.
A causa di difficoltà economico-patrimoniali la produzione terminò nel marzo 2011, mentre l'azienda chiuse per bancarotta il 22 giugno 2011, per la quarta volta in vent'anni. La Th!nk Global venne rilevata poco dopo dalla Electric Mobility Solutions AS.

## Storia
La Th!nk City venne presentata al salone dell'automobile di Ginevra del 2008 e venne annunciato il lancio sul mercato danese e svedese nello stesso anno, seguito dal lancio sul mercato britannico, tedesco, italiano e olandese nel 2009. La vettura era basata sulla Ford TH!NK City, realizzata nel 1999 per conto della Ford.

## Caratteristiche
La vettura era realizzata con un telaio in lega d'alluminio rivestito da pannelli termoplastici, progettato per superare i crash-test. Queste caratteristiche le permettevano di essere riciclabile al 95%. L'abitacolo conteneva solamente due posti veri, più due piccoli sul divanetto posteriore. Rispetto al modello prodotto con la Ford, era presente una differente fanaleria anteriore dal design tondeggiante.
La motorizzazione elettrica le garantiva una velocità massima di 105 km/h, un'accelerazione da 0 a 80 km/h in 16 secondi e un'autonomia di oltre 200 km nella guida urbana (contro gli 80 km della versione precedente). Per la ricarica delle batterie erano necessarie 4 ore per passare dal 20% all'80% di carica.

## Produzione
La Think Global inizialmente pianificò di vendere le vetture alla fine del 2007. In realtà questo avvenne a partire dall'agosto 2008, quando erano già state realizzate 100 unità da destinare al mercato norvegese. Il 15 dicembre 2008, venne sospesa la produzione e licenziato il 50% del personale in attesa di un prestito di 29 milioni di dollari. La produzione riprese il 10 dicembre 2009, nello stabilimento di Uusikaupunki in Finlandia (posseduto dalla Valmet Automotive). Nel 2010 si raggiunsero le 2500 unità prodotte, rendendo la Th!nk City una delle auto completamente elettriche più prodotte al mondo.
Il 24 novembre 2010 la divisione americana iniziò la realizzazione delle Th!nk nell'impianto di Magnum Drive a Elkhart, Indiana. Tuttavia, nei primi tempi parte della componentistica (ruote e telaio) venne ancora prodotta in Finlandia e in seguito trasportata negli Stati Uniti. Le batterie agli ioni di litio vennero invece prodotte dalla EnerDel a Indianapolis, mentre i motori, i sedili e i fari nell'impianto di Elkhart. Ogni vettura necessitava di una settimana per essere costruita.
A causa di nuove difficoltà economiche, la produzione venne fermata nel marzo 2011 seguita dalla bancarotta dell'azienda il 22 giugno 2011.